# Маска црвене смрти (филм из 1964)
Маска црвене смрти (енгл. The Masque of the Red Death) је хорор филм из 1964. године, режисера и копродуцента Роџера Кормана. Сценарио су написали Чарлс Бомонт и Роберт Рајт Кембел на основу истоимене приповетке Едгара Алана Поа, док су поједини елементи сценарија засновани на Поовој причи „Скочижабац”. Ово је седми од осам филмова заснованих на Поовим причама које је Корман режирао. Главне улоге у филму тумаче Винсент Прајс, Хејзел Корт и Џејн Ашер, а радња прати принца који терорише земљу погођену кугом, док се забавља у изолованом замку са својим дворјанима.

## Радња
На једној планини у средњовековној Италији, стара жена сусреће фигуру у црвеном плашту како меша тарот карте. Фигура јој даје белу ружу, која потом постаје црвена и прошарана крвљу.
Принц Просперо, сатаниста, посећује село којим влада и сусреће се са двојицом гладних сељана, Ђином и Лудовиком. У међувремену, стара жена умире, заражена смртоносном кугом познатом као „црвена смрт”. Када то открије, Просперо наређује да се село спали и приводи Ђина, Лудовика и Франческу, Лудовикову ћерку и Ђинову вољену. Потом позива племство из околине у свој замак.
У замку, Франческу свечано облачи Просперова љубавница Јулијана, а окупљено племство забављају два плесача-кепеца, Есмералда и Скочижабац. Када Есмералда случајно преврне пехар вина, један од Просперових гостију, Алфредо, удара је. У међувремену, Јулијана говори Просперу да жели да буде примљена у његов сатанистички култ.
Затворени у замку, Ђино и Лудовико уче се борби мачевима како би један другог убили за забаву племства, али они то одбијају. Јулијана у Црној соби изводи ритуал, обећавајући своју душу Сатани, а затим даје Франчески кључ од ћелије у којој су затворени Лудовико и Ђино. Током покушаја бекства, Ђино, Лудовико и Франческа бивају поново заробљени.
На гозби, Просперо позива Ђина и Лудовика пред госте. Приликом погубљења, Лудовико покушава да убије Проспера, али не успева и гине од његове руке. Потом Просперо протерује Ђина из замка, верујући да ће га убити црвена смрт. У Црној соби, Јулијана пролази кроз последњу церемонију иницијације, испијајући из пехара и имајући халуцинације фигура које је боду док лежи на олтару. Када се пробуди из сна, Јулијану убија соко. Док се племство окупља око њеног тела, Просперо коментарише да је Јулијана сада удата за Сатану.
Изван замка, преостали сељани моле Проспера да им пружи уточиште, али он наређује да оду. Када одбију, он издаје наређење да их побију стрелама, намерно штедећи само једну малу девојчицу.
У међувремену, Скочижабац, бесан због удараца које је Есмералда добила, наговори Алфреда да обуче костим мајмуна за Просперов маскенбал, на коме нико не сме да носи црвено. Прерушен у „дресера мајмуна”, Скочижабац везује Алфреда за спуштени лустер и подиже га изнад гостију, потом га полије брендијем и запали, након чега бежи.
Током бала, Просперо примећује улазак тајанствене фигуре у црвеном плашту. Са Франческом је прати у Црну собу, верујући да је у питању амбасадор Сатане. Тражи да види њено лице, али безуспешно. На балу, сви племићи умиру од црвене смрти, али њихова тела настављају да плешу. Просперо моли да Франческа буде поштеђена и да добије исти висок положај у паклу који он очекује за себе. Фигура пристаје, а Франческа тужно пољуби Проспера и одлази. Испоставља се да фигура није слуга Сатане, већ сама црвена смрт. Просперо јој скида маску и открива своје крвљу прекривено лице испод. Ужаснут, покушава да побегне кроз заражену гомилу, али не успева. Опколивши га у Црној соби, црвена смрт му каже да је његова душа „већ дуго мртва” и убија га.
Црвена смрт (антракс) затим се игра са преживелом девојчицом, користећи тарот карте. Око ње се окупљају друге фигуре у плаштовима, свака различите боје: бела (туберкулоза), жута (жута грозница), наранџаста (скорбут), плава (колера), љубичаста (грип) и црна (бубонска куга). Међусобно дискутују колико је ко „покупио” жртава те ноћи. На питање о свом раду, црвена смрт каже да је преживело само шесторо: Франческа, Ђино, Скочижабац, Есмералда, девојчица и један старац из оближњег села. Црвена смрт изговара Sic transit gloria mundi („Тако пролази слава света”) и фигуре одлазе у ноћ. Над поворком се појављују Поове речи: „Мрак и пропаст и црвена смрт завладаше над свим.”

## Улоге
| Глумац           | Улога          |
| ---------------- | -------------- |
| Винсент Прајс    | принц Просперо |
| Хејзел Корт      | Јулијана       |
| Џејн Ашер        | Франческа      |
| Дејвид Вестон    | Ђино           |
| Најџел Грин      | Лудовико       |
| Џон Вестбруј     | црвена смрт    |
| Патрик Маги      | Алфредо        |
| Пол Витсан Џоунс | Скарлати       |
| Роберт Браун     | стражар        |
| Дејвид Дејвис    | главни сељанин |
| Сара Бракет      | старица        |
| Скип Мартин      | Скочижабац     |
| Верина Гринло    | Есмералда      |